# بگونا ماستر
بگونا ماستر (انگلیسی: Begoña Maestre؛ زادهٔ ۱ اوت ۱۹۷۸) بازیگر اهل اسپانیا است.
از فیلم‌ها یا برنامه‌های تلویزیونی که وی در آن نقش داشته است می‌توان به بیمارستان مرکزی، دیار اجدادی اشاره کرد.